# Allium kysylkumi
Allium kysylkumi är en amaryllisväxtart som beskrevs av Rudolf V. Kamelin. Allium kysylkumi ingår i släktet lökar, och familjen amaryllisväxter. Inga underarter finns listade i Catalogue of Life.